# Kathryn Leigh Scott
Kathryn Leigh Scott, född 26 januari 1943 i Robbinsdale, Minnesota, är en amerikansk skådespelare. Hon har varit med i en lång rad TV-serier och filmer, bland annat House of Dark Shadows, Den store Gatsby, Vampyrernas hus och Lilla huset på prärien.